# Prostemmiulus xenops
Prostemmiulus xenops är en mångfotingart som beskrevs av Loomis 1950. Prostemmiulus xenops ingår i släktet Prostemmiulus och familjen Stemmiulidae. Inga underarter finns listade i Catalogue of Life.